# Syllis nepiotoca
Syllis nepiotoca är en ringmaskart som först beskrevs av Maurice Caullery och Mesnil 1916.  Syllis nepiotoca ingår i släktet Syllis och familjen Syllidae. Arten har ej påträffats i Sverige. Inga underarter finns listade i Catalogue of Life.